# Seznam vrcholů ve Spišské Maguře

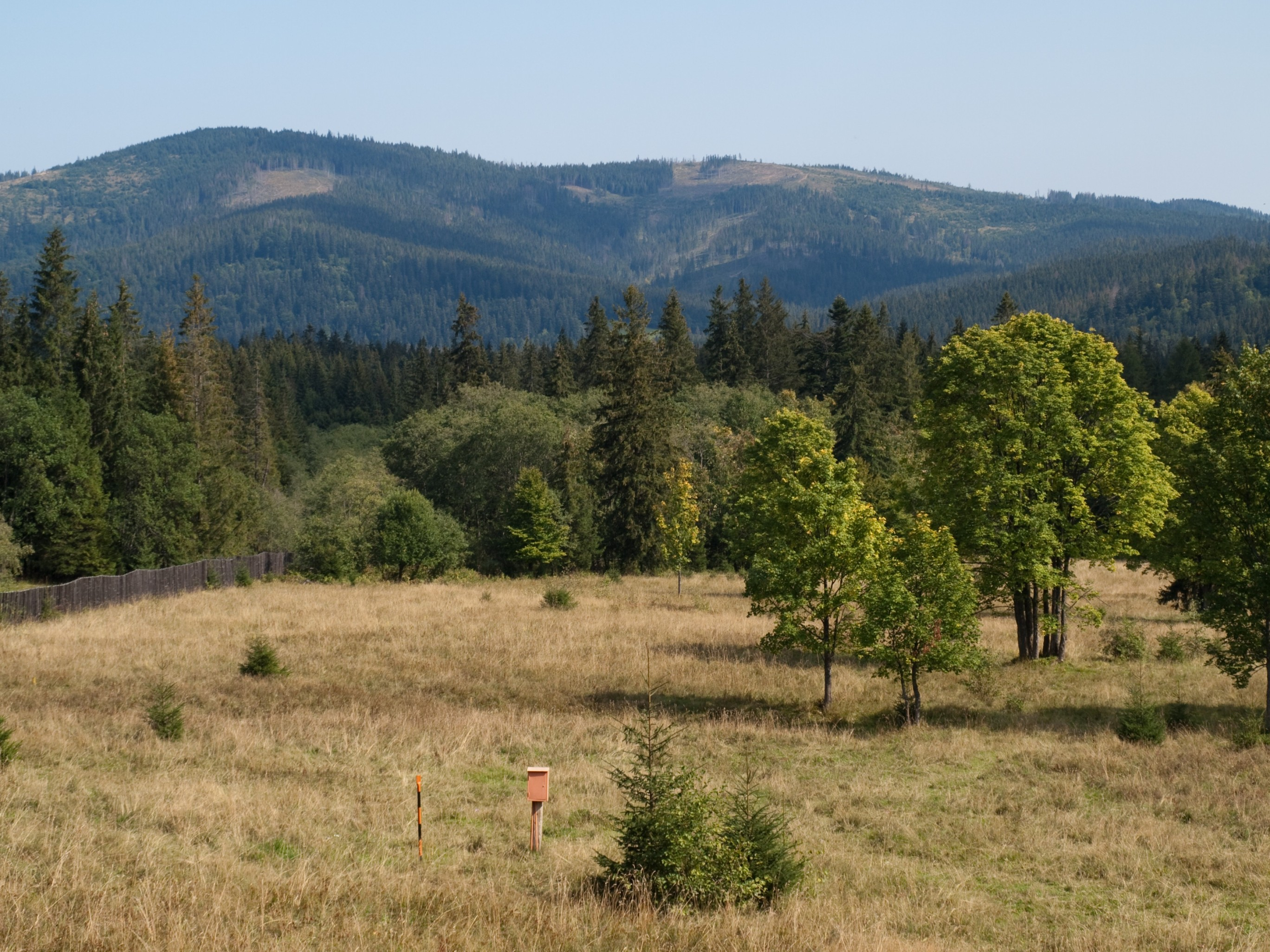
Repisko (1259 m) vlevo a Príslop (1214 m) vpravo

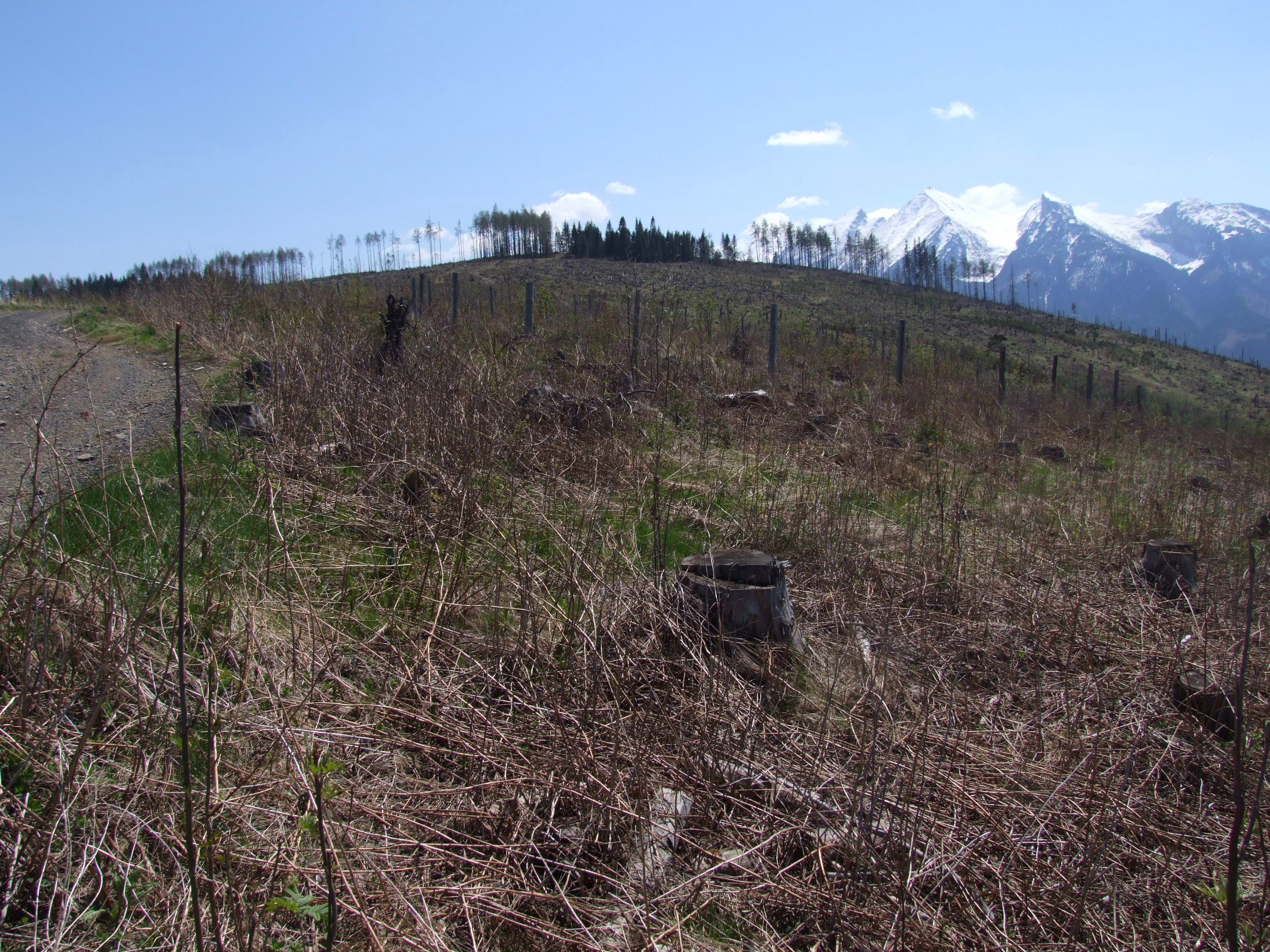
Suchý vrch (1126 m)

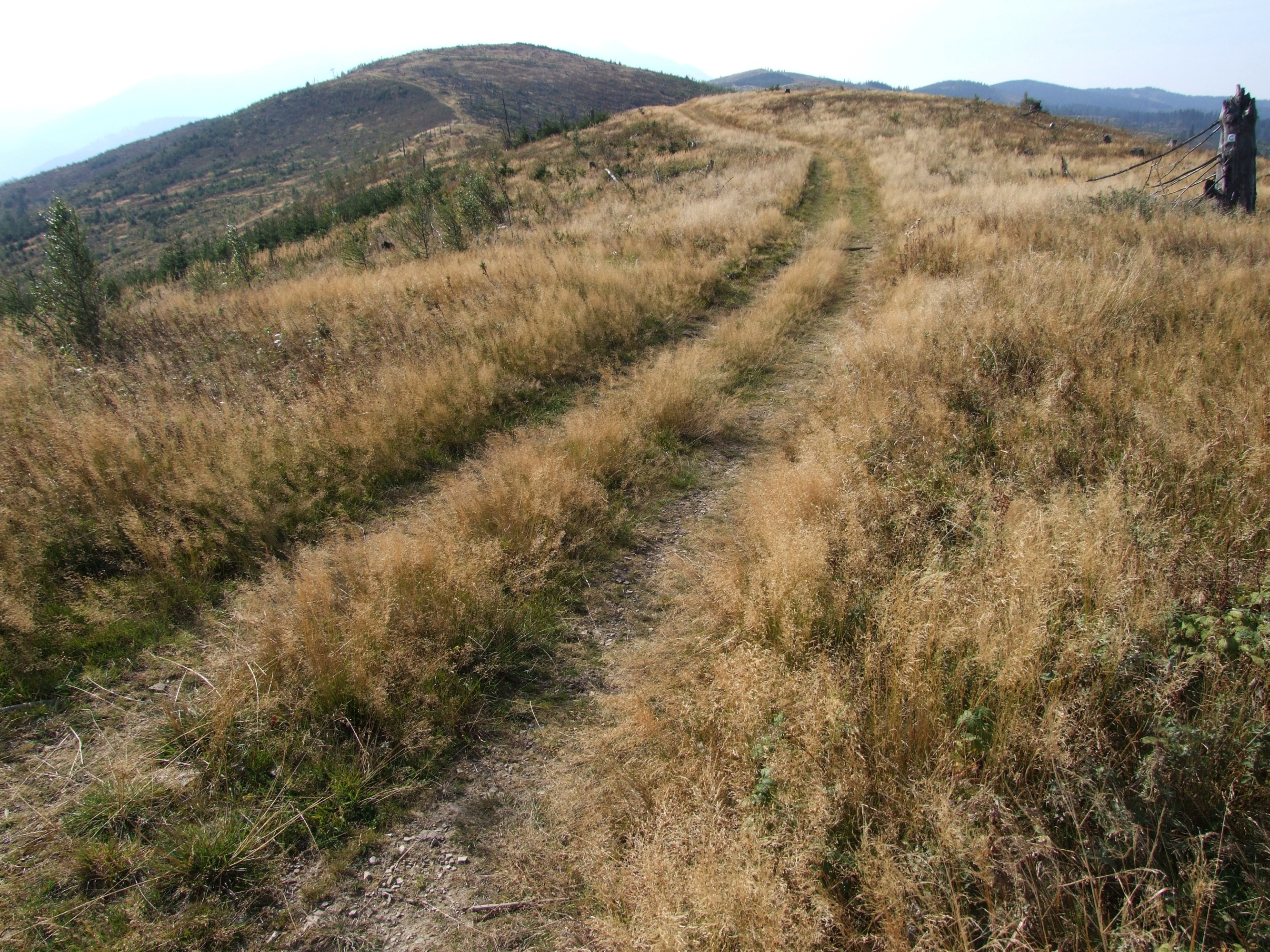
Godšinová (1094 m)

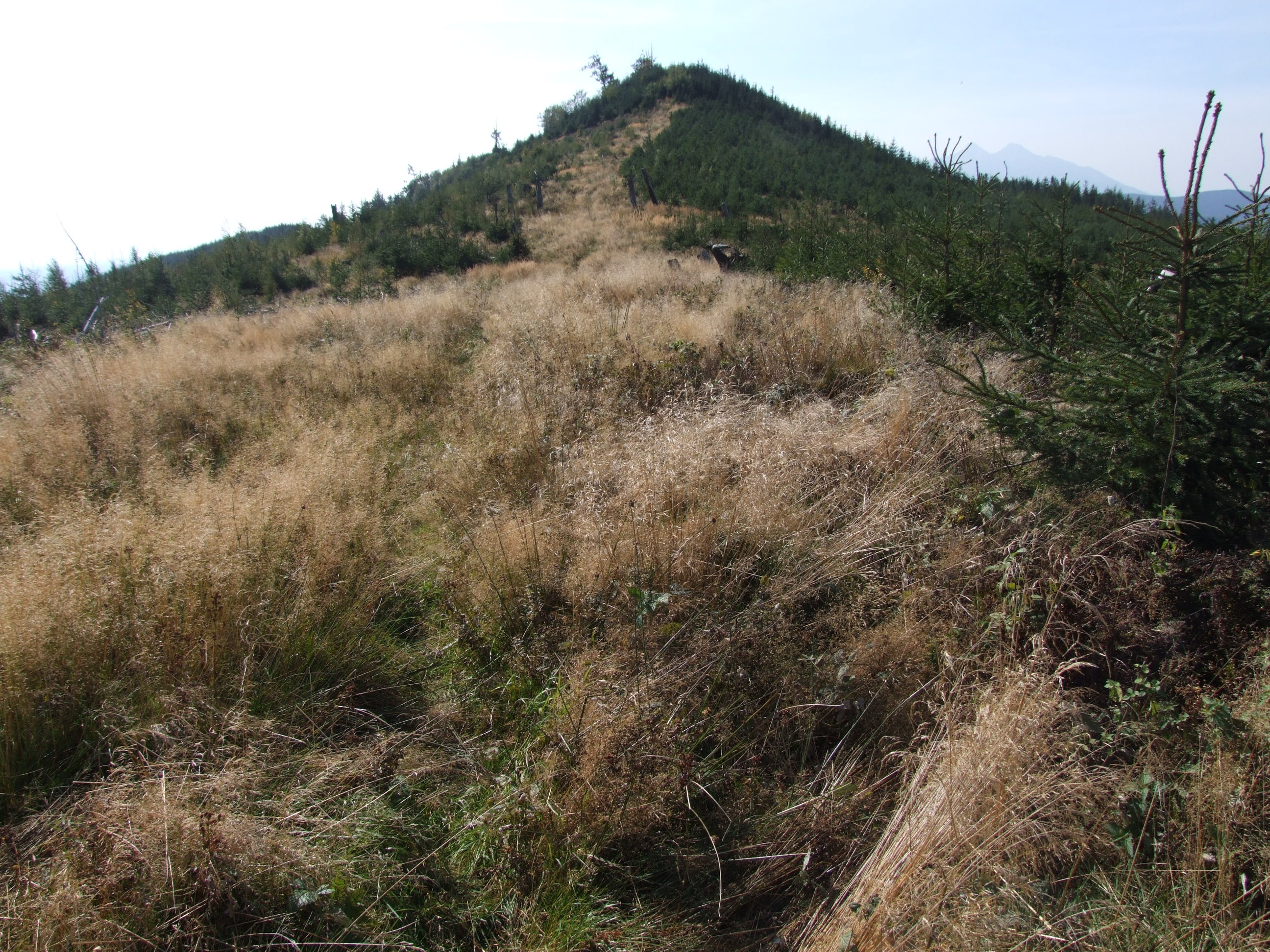
Spádik (1088 m)

Seznam vrcholů ve Spišské Maguře zahrnuje pojmenované vrcholy s nadmořskou výškou nad 1000 m. K sestavení seznamu bylo použito map dostupných na stránkách hiking.sk. Jako hranice pohoří byla uvažována hranice stejnojmenného geomorfologického celku.

## Seznam vrcholů
| #   | Vrchol           | Výška (m) | Souřadnice                       | Podcelek     | Přístup                                                                       |
| --- | ---------------- | --------- | -------------------------------- | ------------ | ----------------------------------------------------------------------------- |
| 1.  | Repisko          | 1259      | 49°17′32″ s. š., 20°11′55″ v. d. | Repisko      | neznačeno                                                                     |
| 2.  | Príslop          | 1214      | 49°17′11″ s. š., 20°12′26″ v. d. | Repisko      | neznačeno                                                                     |
| 3.  | Prehrštie        | 1209      | 49°17′30″ s. š., 20°14′27″ v. d. | Repisko      | modrá turistická značka                                                       |
| 4.  | Magurka          | 1193      | 49°17′29″ s. š., 20°16′02″ v. d. | Repisko      | červená turistická značka · modrá turistická značka · žlutá turistická značka |
| 5.  | Bukovina         | 1176      | 49°16′52″ s. š., 20°19′33″ v. d. | Repisko      | modrá turistická značka · zelená turistická značka                            |
| 6.  | Slodičovský vrch | 1167      | 49°17′13″ s. š., 20°17′12″ v. d. | Repisko      | modrá turistická značka · zelená turistická značka                            |
| 7.  | Smrečiny         | 1158      | 49°16′11″ s. š., 20°21′51″ v. d. | Repisko      | modrá turistická značka                                                       |
| 8.  | Suchý vrch       | 1126      | 49°18′12″ s. š., 20°10′26″ v. d. | Repisko      | neznačeno                                                                     |
| 9.  | Solisko          | 1123      | 49°18′31″ s. š., 20°16′56″ v. d. | Repisko      | neznačeno                                                                     |
| 10. | Veterný vrch     | 1111      | 49°20′08″ s. š., 20°30′36″ v. d. | Veterný vrch | červená turistická značka · zelená turistická značka                          |
| 11. | Vysoký vrch      | 1104      | 49°18′00″ s. š., 20°16′06″ v. d. | Repisko      | neznačeno                                                                     |
| 12. | Godšinová        | 1094      | 49°16′14″ s. š., 20°22′49″ v. d. | Repisko      | modrá turistická značka                                                       |
| 13. | Spádik           | 1088      | 49°16′59″ s. š., 20°25′25″ v. d. | Repisko      | modrá turistická značka                                                       |
| 14. | Špičiak          | 1051      | 49°18′22″ s. š., 20°29′11″ v. d. | Veterný vrch | neznačeno                                                                     |
| 15. | Črchľa           | 1042      | 49°18′46″ s. š., 20°10′58″ v. d. | Repisko      | neznačeno                                                                     |
| 16. | Plašný vrch      | 1041      | 49°18′11″ s. š., 20°19′38″ v. d. | Repisko      | neznačeno                                                                     |
| 17. | Furmanec         | 1038      | 49°17′46″ s. š., 20°19′05″ v. d. | Repisko      | žlutá turistická značka                                                       |
| 18. | Grúň             | 1038      | 49°19′43″ s. š., 20°32′03″ v. d. | Veterný vrch | červená turistická značka                                                     |
| 19. | Okrúhla          | 1037      | 49°18′04″ s. š., 20°13′03″ v. d. | Repisko      | neznačeno                                                                     |
| 20. | Zbojnícky stôl   | 1020      | 49°18′47″ s. š., 20°30′49″ v. d. | Veterný vrch | neznačeno                                                                     |
| 21. | Kvasník          | 1019      | 49°20′44″ s. š., 20°30′40″ v. d. | Veterný vrch | neznačeno                                                                     |
| 22. | Zlomiská         | 1019      | 49°19′07″ s. š., 20°16′16″ v. d. | Repisko      | neznačeno                                                                     |
| 23. | Bukovina         | 1010      | 49°17′09″ s. š., 20°23′53″ v. d. | Repisko      | neznačeno                                                                     |
| 24. | Horbáľová        | 1010      | 49°20′49″ s. š., 20°32′49″ v. d. | Veterný vrch | zelená turistická značka                                                      |
| 25. | Hulok            | 1003      | 49°18′10″ s. š., 20°23′57″ v. d. | Veterný vrch | neznačeno                                                                     |
| 26. | Brijov vrch      | 1000      | 49°19′28″ s. š., 20°10′56″ v. d. | Repisko      | neznačeno                                                                     |